# Aino Pervik
Aino Pervik (22. dubna 1932 Rakvere, Estonsko – 12. srpna 2025 Tallinn, Estonsko) byla estonská spisovatelka a překladatelka dětských knih. 

## Životopis
Aino Pervik se narodila 22. dubna 1932 v Rakvere. Od roku 1939 navštěvovala školu v Järvakandi, poté v letech 1946 až 1950 učitelský seminář v Tallinnu. Od roku 1950 studovala ugrofinskou filologii na Tartuské státní univerzitě, kterou v roce 1955 úspěšně absolvovala.
Od roku 1955 žila v Tallinu. Pracovala jako redaktorka dětské a mládežnické literatury pro Estonské státní nakladatelství a od roku 1960 jako redaktorka programů pro mládež pro Eesti Televisioon (ETV). Svou první dětskou knihu Kersti sõber Miina vydala v roce 1961. Od roku 1967 byla nezávislou spisovatelkou a překladatelkou z maďarštiny. Překládala knihy Emila Kolozsváriho Grandpierre, Évy Janikovszky, Ivána Mándyho a Kálmána Mikszátha. V roce 1974 se stala členkou Estonského svazu spisovatelů. Její knihy byly přeloženy do mnoha jazyků. Psala také novely a poezii.
V roce 1976 získala literární cenu Juhana Smuula, v roce 1983 cenu Friedeberta Tuglase za povídky a v roce 2012 výroční cenu Estonského svazu spisovatelů.

### Osobní život
Od roku 1961 byla vdaná za spisovatele Eno Rauda. Jejich dětmi jsou vědec a spisovatel Rein Raud, hudebník a spisovatel Mihkel Raud a autorka dětských knih a ilustrátorka Piret Raud.
Aino Pervik zemřel 12. srpna 2025 ve věku 93 let.